# Vesper (Wisconsin)
Pour les articles homonymes, voir Vesper.
Vesper est un village du comté de Wood, dans l'État du Wisconsin, aux États-Unis. En 2020, il comptait une population de 513 habitants.